# Cobla Orquestra La Selvatana

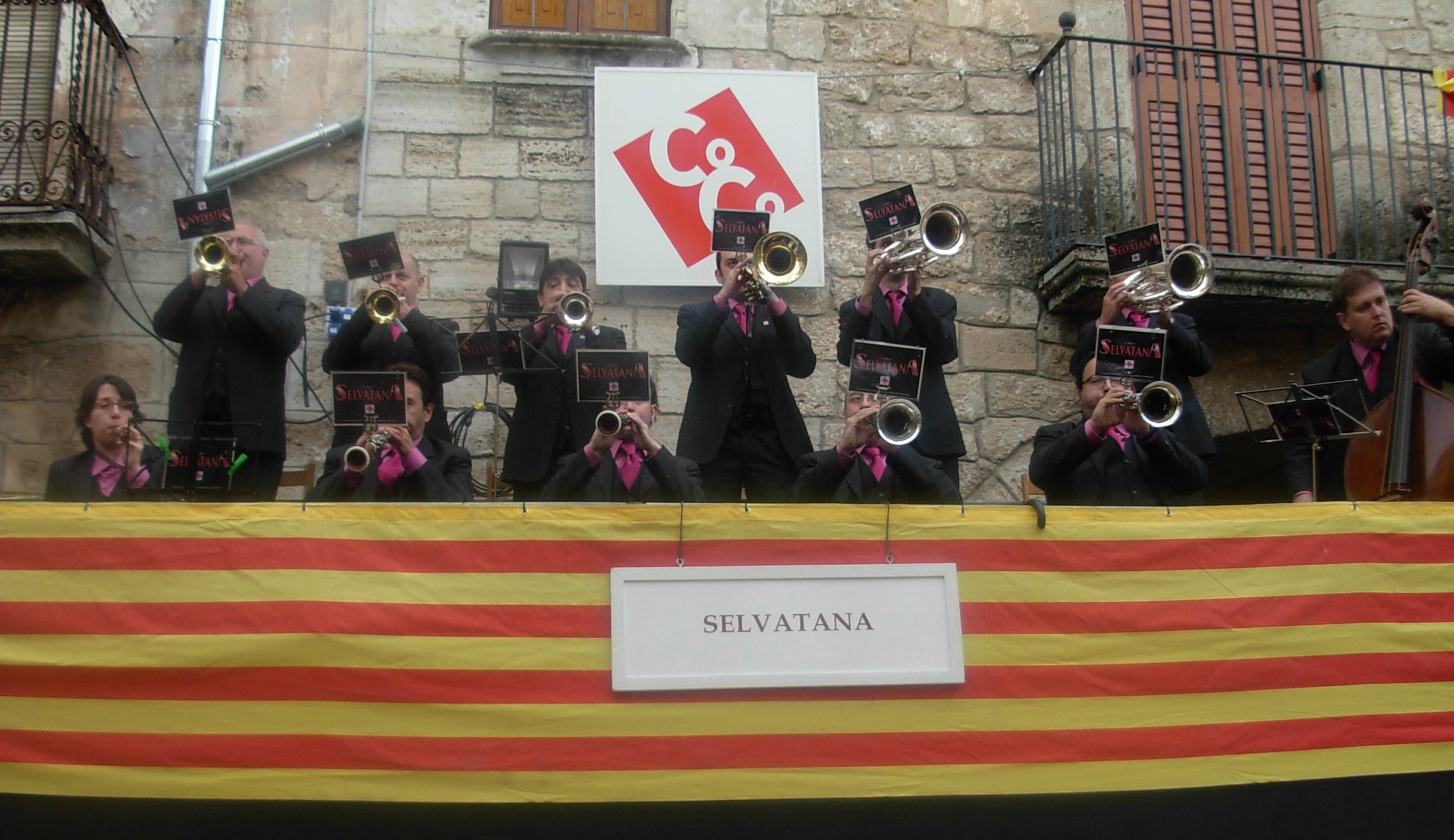
Cobla Selvatana a la Festa Major de Banyoles

Cobla Orquestra La Selvatana és una cobla i orquestra de música catalana, fundada el 1913 a Cassà de la Selva (Gironès) pels músics Pere Mercader, de l'Escala, Pere Arpa, de Cornellà del Terri i Ramon Serrat, de Sant Joan de les Abadesses. Al llarg de la seva història han format part de l'Orquestra músics de prestigi. Gaudeix de gran prestigi i popularitat a les comarques gironines per les seves acurades interpretacions, especialment en sardana i obres per a cobla.
El 1988 va rebre la Creu de Sant Jordi de la Generalitat de Catalunya. Ha enregistrat una trentena de discos, ha participat en nombrosos festivals televisius, a les Festes de la Mercè de Barcelona, a la festa de cloenda del Congrés de Cultura Popular i Tradicional Catalana celebrat a Lloret de Mar el 1996, en el concert homenatge a Pau Casals celebrat al Palau de la Música Catalana, ha fet concerts del Palau de Congressos de Perpinyà i als actes de proclamació de Ciutat Pubilla de la Sardana de Solsona 1983, de Sant Sadurní d'Anoia 1984, de Santpedor 1987, de Flix 1989, de Martorell 1993, d'Encamp (Andorra) 1995, de Cassà de la Selva 2000, i de Malgrat de Mar 2001, entre d'altres.